# Christian Oppermann
Christian Oppermann (* 28. Mai 1850 in Hannover; † 2. August 1911 in Recklinghausen) war ein deutscher Verwaltungsjurist und Kommunalbeamter.

## Leben
Christian Oppermann war der Sohn eines Verlegers. Nach dem Besuch des Gymnasiums in Hannover studierte er Rechtswissenschaften in Leipzig, Tübingen und Göttingen. Er legte sein Referendarexamen in Celle ab und wurde zum Dr. jur. promoviert. Als Gerichtsassessor war er in Hannover und in Nienburg tätig und wurde 1888 Senator und Polizeidirektor in Osnabrück. Oppermann war von 1891 bis 1898 Bürgermeister von Stade, danach Beigeordneter in Krefeld, dann Bürgermeister in Krefeld und Direktor der dortigen Sparkasse. 1909 wurde Oppermann Regierungsrat und Vorsitzender der Einkommenssteuerveranlagungskommission des Stadt- und Landkreises Recklinghausen.
Oppermann heiratete am 27. November 1888 Marie Louise Elisabeth Debo, die Tochter Heinrich Ludwig Debos, Hochschullehrer an der Technischen Universität Hannover. Aus der Ehe gingen zwei Söhne und eine Tochter hervor.

## Ehrungen
- 1900 Corpsschleife und 1903 Band des Corps Hannovera Göttingen (er hatte Ende der 1870er bis Anfang der 1880er in Göttingen beim Corps verkehrt)
- Titel eines Landschaftsrates der Landschaft der Herzogtümer Bremen und Verden
- zwei Rettungsmedaillen